# Antigua and Barbuda Premier Division
Antigua and Barbuda Premier Division, även känd som Digicel/Red Stripe Premier Division av sponsorskäl, är den högstaligan i fotboll på Antigua och Barbuda, ligan grundades 1968.

## Mästare
- 1969 — Empire
- 1970 — Empire
- 1971 — Empire
- 1972 — Empire
- 1973 — Empire
- 1974/75 — Empire
- 1975/76 — Supa Stars
- 1976/77 — Supa Stars
- 1977/78 — Five Islands
- 1978/79 — Empire
- 1979–82 — Okänd
- 1983 — Lion Hill Spliff
- 1983/84 — Villa Lions
- 1984/85 — Liberta
- 1985/86 — Villa Lions
- 1986/87 — Liberta
- 1987/88 — Empire
- 1988/89 — SAP
- 1989/90 — J & J Construction
- 1990/91 — Okänd
- 1991/92 — Empire
- 1992/93 — Okänd
- 1993/94 — Lion Hill Spliff
- 1994/95 — English Harbour
- 1995/96 — English Harbour
- 1996/97 — English Harbour
- 1997/98 — Empire
- 1998/99 — Empire
- 1999/00 — Empire
- 2000/01 — Empire
- 2001/02 — Parham
- 2002/03 — Parham
- 2003/04 — Bassa
- 2004/05 — Bassa
- 2005/06 — SAP
- 2006/07 — Bassa
- 2007/08 — Bassa
- 2008/09 — SAP
- 2009/10 — Bassa
- 2010/11 — Parham
- 2011/12 — Old Road
- 2012/13 — Old Road
- 2013/14 — SAP
- 2014/15 — Parham
- 2015/16 — Hoppers
- 2016/17 — Parham
- 2017/18 — Hoppers
- 2018/19 — Liberta
- 2019/20 —